# Cremastus amoenus
Cremastus amoenus là một loài tò vò trong họ Ichneumonidae.